# Hempcrete
Hempcrete er et biokompositmateriale, der består af en blanding af hempstykker, kalk, sand eller pozzolan, der bliver brugt som byggemateriale og isolering. Det bliver markedsført under en række forskellige navne som Hempcrete, Canobiote, Canosmose, Isochanvre og IsoHemp.
Hempcrete er nemmere at arbejde med en traditionelle kalkblandninger, og det fungerer både som isolering og til at regulære fugtighed. Det har ikke samme sprødhed som beton, og har derfor ikke brug for ekspansionssamlinger. Resultatet er et letvægtmaterial med isolerende egenskaber, der kan bruges i de fleste klimaer.